# Parco nazionale di Baluran
Il parco nazionale di Baluran è un parco nazionale dell'Indonesia situato nella reggenza di Situbondo (Giava Orientale). Presenta un clima relativamente arido e il suo territorio è costituito prevalentemente da savana (40%), ma anche da foreste di pianura, foreste di mangrovie e colline, culminanti con il monte Baluran (1247 m).

## Geografia
Il parco sorge all'estremità nord-orientale di Giava, vicino alle isole di Bali e Madura. È delimitato dallo stretto di Madura a nord, dallo stretto di Bali ad est, dal fiume Bajulmati (dove si trova il villaggio di Wonorejo) ad ovest e dal fiume Klokoran (dove sorge un altro villaggio, Sumberanyar) a sud. Ha forma grosso modo circolare, con il Baluran, un vulcano ormai inattivo, al centro. Copre una superficie totale di 25.000 ha, suddivisa in cinque zone distinte: la Main Zone (12.000 ha), la Wilderness Zone (5537 ha, 1063 di acqua e 4574 di terraferma), la Intensive Utilization Zone (800 ha), la Specific Utilization Zone (5780 ha) e la Rehabilitation Zone (783 ha).

## Storia
Per iniziativa del cacciatore olandese A. H. Loedeboer, la regione di Baluran è protetta dal 1928 e nel 1937 venne dichiarata rifugio faunistico dal governo coloniale olandese. Nel 1980 l'area è stata dichiarata parco nazionale.
La principale minaccia per la fauna del parco, specialmente per i banteng, è costituita dal bracconaggio, che, secondo ProFauna Indonesia, non coinvolge solo i locali, ma anche i militari.
Gli arbusti di Acacia nilotica, che occupano non meno di 6000 ettari del parco, rendono sempre più difficile ai banteng trovare il cibo. Nel 2013 rimanevano solamente 35 banteng: nel 1996 ve ne erano ancora 320.

## Flora e fauna

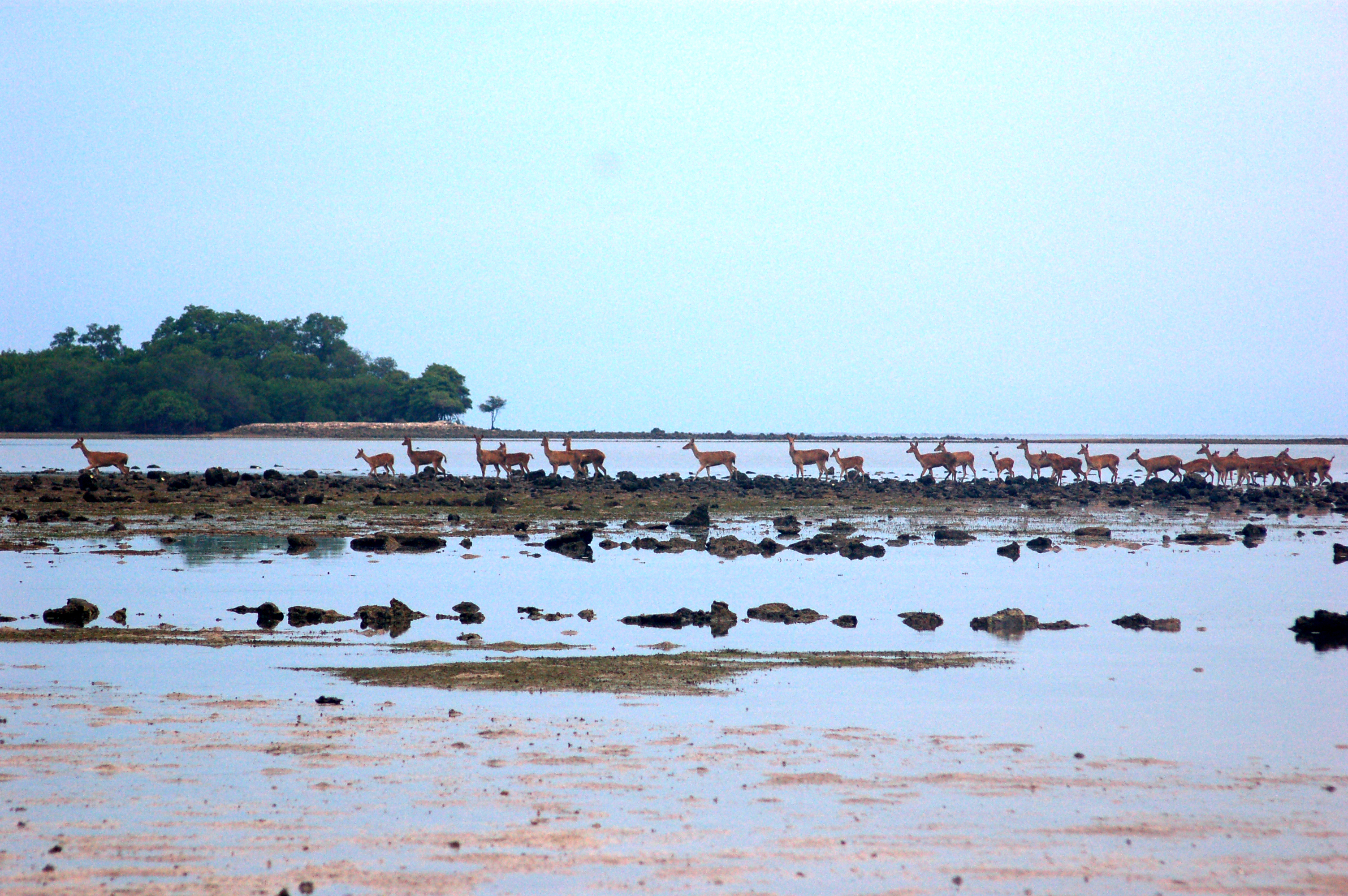
Sambar dalla criniera sulla spiaggia di Bama.

Il parco nazionale di Baluran è profondamente diverso rispetto agli altri parchi dell'isola. Soprannominato il «piccolo angolo africano dell'Indonesia», in passato questo parco comprendeva vaste praterie che si estendevano su una superficie di 250 km² nell'angolo nord-orientale di Giava. Purtroppo nel corso degli anni le praterie sono state invase dalla boscaglia spinosa formata dall'acacia, al punto che oggi non ne sono rimaste che poche radure.
Baluran vanta una flora e una fauna particolarmente ricche e ospita mandrie di banteng, ajag, cervi sambar, cervi muntjac, due specie di scimmie e numerosi cinghiali. Nel parco vivono anche da 10 a 12 leopardi, anche se dal 1990 ci sono stati soltanto due avvistamenti. L'avifauna è invece in netta diminuzione a causa dell'imperversare della cattura illegale di uccelli da gabbia; in ogni caso, visitando il parco non è difficile vedere pavoni, buceri e gruccioni.

## Turismo
La più importante località di servizi del parco è Wonorejo, situata lungo la strada costiera che collega Surabaya a Banyuwangi, dove ha sede la direzione del parco. Il parco può essere visitato in qualsiasi periodo dell'anno, tuttavia la stagione secca (da giugno a novembre) rappresenta di solito il momento migliore, perché presso le pozze d'acqua di Bekol e di Bama si radunano numerosi animali.
Sulla collina sovrastante le guesthouse di Bekol si trova una torre d'osservazione dalla quale è possibile ammirare un incredibile panorama su una radura di 300 ettari popolata da banteng e sambar e da cani selvatici che li cacciano, in genere al mattino presto. Nei dintorni di Bekol si snodano diversi sentieri escursionistici.
Situata sulla costa, Bama si trova a 3 km da Bekol e può essere raggiunta a piedi o in automobile. In questa località è possibile trovare alloggio e una spiaggia molto gradevole dove è possibile dedicarsi allo snorkeling. Nella vicina foresta costiera si trovano numerose pozze d'acqua ed è possibile avvistare varani e scimmie.